# لی (نام خانوادگی کره‌ای)

درصد نام‌های خانوادگی بر اساس سرشماری سال ۲۰۰۰ در کره جنوبی
Kim, Gim
Lee, I, Yi, Ri, Rhee, Reeh
Park, Bak, Bahk, Pak
Choi, Choe
Jung, Jeong, Chung, Cheong

لی (Lee, I یا Yi)  (هانگول: 이) دومین نام خانوادگی رایج در کره پس از کیم (Kim, Gim) است. از لحاظ تاریخی، 李 به طور رسمی به عنوان Ni (니) در کره نوشته می‌شود.